# Estación de San Antonio de Cerezo
San Antonio de Cerezo fue un apeadero ferroviario situado en el término municipal español de Mohernando, en la provincia de Guadalajara, comunidad autónoma de Castilla-La Mancha. En la actualidad las instalaciones están dadas de baja de la línea y no cuentan con servicio de viajeros.

## Situación ferroviaria
La estación se encuentra en el punto kilométrico 82,101 de la línea férrea de ancho ibérico que une Madrid con Barcelona a 720 metros de altitud, entre las estaciones de Humanes de Mohernando y de El Henares. El tramo es de vía doble y está electrificado.

## Historia
La estación fue puesta inicialmente en servicio el 5 de octubre de 1860 con la apertura del tramo de 43,376 km entre las estaciones de Guadalajara y Jadraque, dentro de la línea férrea Madrid-Zaragoza por parte de la Compañía de los Ferrocarriles de Madrid a Zaragoza y Alicante o MZA. En 1941, la nacionalización del ferrocarril en España supuso la integración de MZA en la recién creada RENFE. 
El 3 de mayo de 1929 se duplicó la vía en el tramo entre las estaciones de Humanes de Moherdano y Espinosa de Henares y el 15 de mayo de 1979 se completó en vía doble la electrificación en el tramo entre Guadalajara y Baides, tramos al que pertenece la estación.
Desde el 31 de diciembre de 2004 Renfe Operadora explota la línea mientras que Adif es la titular de las instalaciones ferroviarias.

## La estación
El conjunto se encuentra a 1,7 km al sur de Cerezo de Mohernando (pedanía de Humanes) junto a la carretera  CM-101 , muy próxima a las instalaciones agropecuarias conocidas como "Granjas de San Antonio" y al Río Henares. Carece de edificio de viajeros y quedaba situado a la izquierda de la via en sentido kilometraje ascendente, habiendo sido demolido. No existe ninguna otra estructura, salvo los dos antiguos andenes rellenos con balasto y guijarros. No presenta más mobiliario que un poste metálico, ya sin el cartel con el nombre de la estación, y una caseta de luces para el paso a nivel sin barreras regulado por semáforos al final del andén. A menos de un kilómetro en sentido Madrid se encuentra el puente sobre el Río Sorbe, realizado en hormigón y de un solo arco.